# 小冠太阳鱼
小冠太阳鱼（学名：Lepomis microlophus）也称红耳太阳鱼（英語：redear sunfish），是日鲈目太阳鱼科太陽魚屬中的一種淡水辐鳍鱼，是美国东南部的一种原生鱼类，主要生活在水草繁茂的池塘、沼泽和小河中，分布北至伊利诺伊州和印第安纳州的密西西比河河谷，南至德克萨斯州的里奥格兰德河。因为是一种受欢迎的游钓鱼品种该鱼被引入到北美各地的水体中。该鱼目前已知的食物主要是各类软体动物。

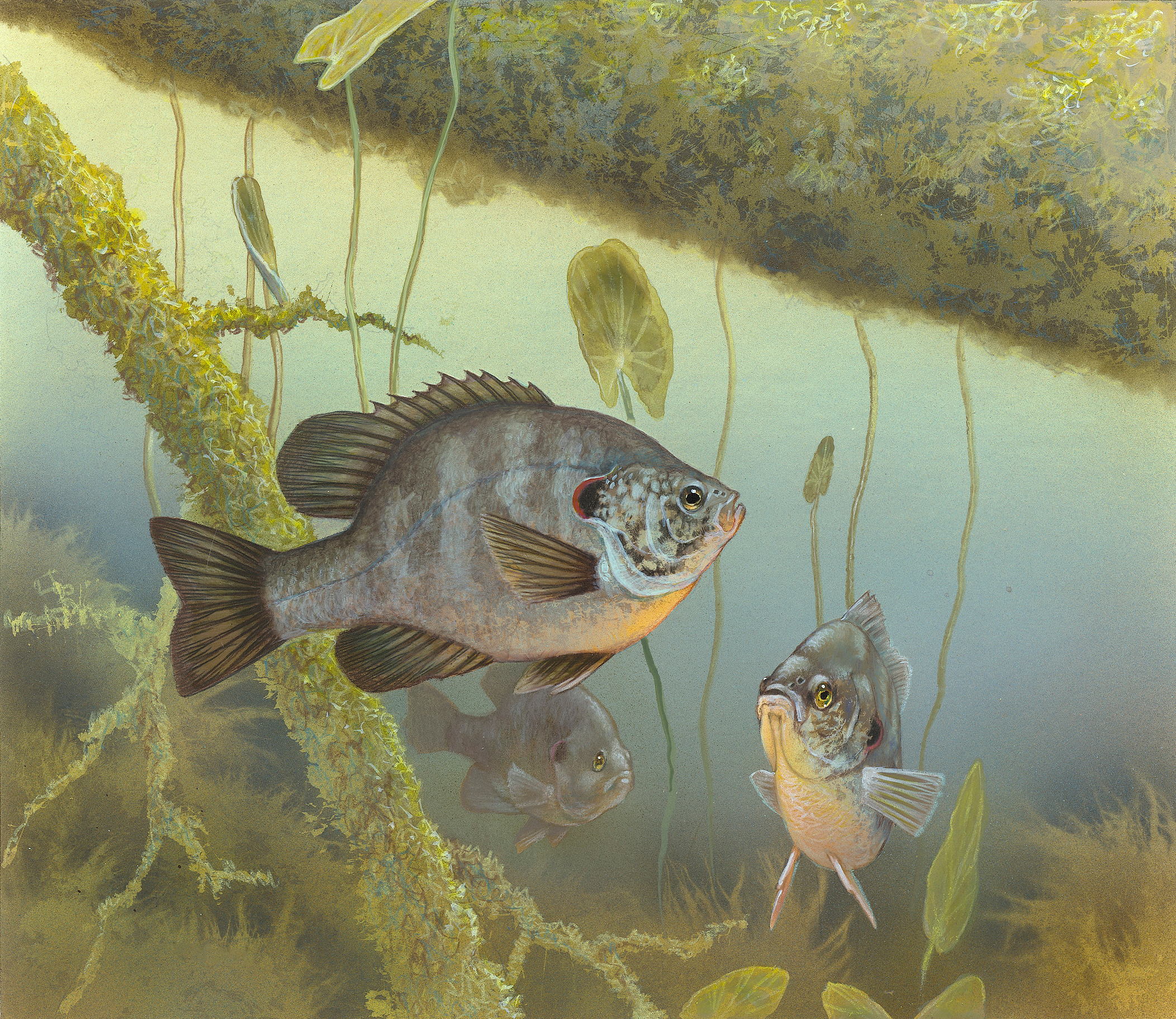
描绘小冠太阳鱼的插画

## 外貌描述
小冠太阳鱼除了色彩和较大的体积以外与蓝鳃太阳鱼类似，背部为深色，腹部为黄绿色，自鱼背垂直而下有数条模糊线条，雄性的鳃盖有樱桃红边，雌性在这一区域色彩为橙色。成鱼的长度范围为20—24（7.9—9.4英寸），最大长度可达43.2（17.0英寸）——相比之下，蓝鳃太阳鱼的最大长度为40厘米。

## 食物
这个物种最喜爱的食物是蜗牛。这些鱼潜伏在水底，沿着湖底寻找蜗牛和其他带壳生物。这种鱼的咽齿很厚，咽喉里面有硬且可活动的部位，因此能够咬碎蛤蜊、介形虫等猎物的硬壳。除此之外，该鱼还会进食藻类、剑水蚤、水蚤、小龙虾、摇蚊和蜻蜓的幼虫、小型鱼类及鱼卵。由于它在深水活动，以软体动物为生，因此可以引入到其他湖泊，与浅水或表面喂养的鱼类不构成竞争关系。
由于该鱼以引水渠中的一种入侵物种斑驴贻贝为食，有科学家认为引入小冠太阳鱼能解决班驴贻贝所带来的问题，但目前科学家对大量引入该鱼可能对野外水体的影响并不清楚，因而不建议引入。

## 繁殖
在产卵期，雄性聚集共同筑巢，雌性护卵。这个物种有时候与其他太阳鱼杂交。

## 化石
小冠太阳鱼是太阳鱼科最早发现化石记录的品种，可以追溯到1630万年前的中新世。

## 与人类的关系
小冠太阳鱼是IGFA认可的游钓鱼之一，目前捕获最重的个体捕获于亚利桑那州的哈瓦苏湖，重2.83千克。